# Thermo Fisher Scientific
Thermo Fisher Scientific Inc. er en amerikansk producent af laboratorieudstyr. De har hovedkvarter i Waltham, Massachusetts. Thermo Fisher blev etableret ved en fusion mellem Thermo Electron og Fisher Scientific i 2006.
Selskabet har en afdeling umiddelbart vest for Vor Frue, syd for Roskilde på Sjælland.